# ベニントン郡 (バーモント州)
ベニントン郡（英: Bennington County）は、アメリカ合衆国バーモント州の南西隅に位置する郡である。人口は3万7347人（2020年）  。郡庁所在地は南部のベニントン、および北部のマンチェスターの2つである。

## 歴史
ベニントン郡はバーモント共和国時代の1778年3月17日に、バーモント議会第1会期で設立され、現在も残っている最古の郡である。バーモントは当初、西部をベニントン郡、東部をユニティ郡の2つに分けた。ユニティ郡は数日後にはカンバーランド郡に改名された。1781年2月16日、ベニントン郡からラトランド郡が分離設立された。1781年4月13日、東のウィンダム郡とウィンザー郡からブロムリー町（現在のペルー町）の移管を受けた。
1781年6月26日から1782年2月23日まで、バーモントはハドソン川の東にあるニューヨーク州領を併合しようとしていた。この地域の住民はバーモントのタウンシップ政府形式を好んでおり、バーモントは領域の拡大によって交渉力を得たいと考えた。しかし、ニューヨーク州はこの地域の支配権を手放さなかった。ほぼ7か月の間、ベニントン郡はニューヨーク州のオールバニ郡の一部を支配していた。
1787年2月27日、ベニントン郡からウィンダム郡にストラットン町が移管された。1805年10月25日、ラトランド郡マウントテイバー町がペルー町から一部を獲得し、ベニントン郡の領域が減った。1825年11月17日、ベニントン郡のドーセット町がマウントテイバー町から小部分を譲り受け、ベニントン郡の領域が増えた。

## 地理
アメリカ合衆国国勢調査局に拠れば、郡域全面積は678平方マイル (1,756.0 km2)であり、このうち陸地676平方マイル (1,750.8 km2)、水域は1平方マイル (2.6 km2)で水域率は0.21%である。

### 隣接する郡
- ラトランド郡 - 北
- ウィンザー郡 - 北東
- ウィンダム郡 - 東
- フランクリン郡 (マサチューセッツ州) - 南東
- バークシャー郡 (マサチューセッツ州) - 南
- レンセリア郡 (ニューヨーク州) - 南西
- ワシントン郡 (ニューヨーク州) - 北西

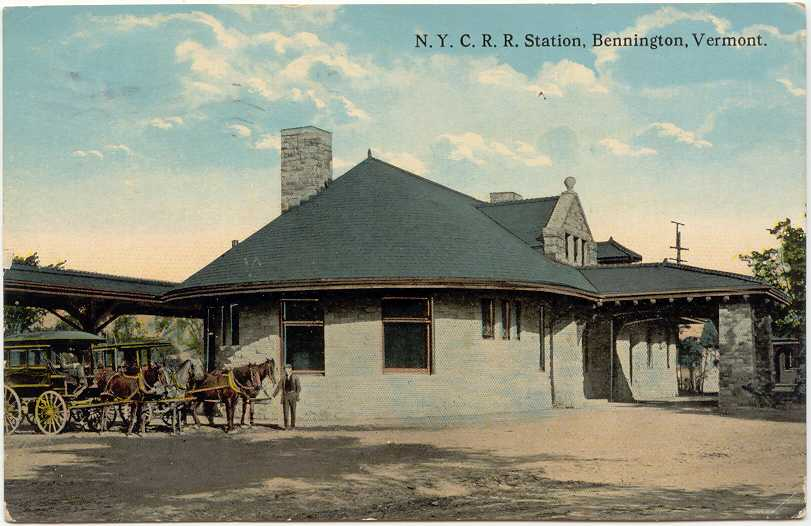
ベニントン駅の絵葉書

### 国立保護地域
- グリーン・マウンテン国立の森（部分）
- ホワイトロックス国立レクリエーション地域（部分）

## 人口動態
以下は2000年国勢調査による人口統計データである。
| 基礎データ - 人口: 36,994 人 - 世帯数: 14,846 世帯 - 家族数: 9,917 家族 - 人口密度: 21人/km2（55人/mi2） - 住居数: 19,403 軒 - 住居密度: 11軒/km2（29軒/mi2） 人種別人口構成 - 白人: 97.75% - アフリカン・アメリカン: 0.42% - ネイティブ・アメリカン: 0.20% - アジア人: 0.62% - 太平洋諸島系: 0.01% - その他の人種: 0.21% - 混血: 0.80% - ヒスパニック・ラテン系: 0.93% 先祖による構成 - アイルランド系：16.5% - イギリス系：16.0% - フランス系：10.5% - ドイツ系：9.1% - アメリカ人：9.0% - イタリア系：8.1% - フランス系カナダ人：6.3% 言語による構成 - 英語：96.4% - スペイン語：1.2% - フランス語：1.2% | 年齢別人口構成 - 18歳未満: 23.7% - 18-24歳: 7.7% - 25-44歳: 26.3% - 45-64歳: 25.7% - 65歳以上: 16.7% - 年齢の中央値: 40歳 - 性比（女性100人あたり男性の人口） - 総人口: 92.2 - 18歳以上: 87.9 世帯と家族（対世帯数） - 18歳未満の子供がいる: 30.5% - 結婚・同居している夫婦: 53.1% - 未婚・離婚・死別女性が世帯主: 10.1% - 非家族世帯: 33.2% - 単身世帯: 26.8% - 65歳以上の老人1人暮らし: 11.6% - 平均構成人数 - 世帯: 2.41人 - 家族: 2.91人 収入と家計 - 収入の中央値 - 世帯: 39,926米ドル - 家族: 46,565米ドル - 性別 - 男性: 31,982米ドル - 女性: 23,632米ドル - 人口1人あたり収入: 21,193米ドル - 貧困線以下 - 対人口: 10.0% - 対家族数: 7.0% - 18歳未満: 13.4% - 65歳以上: 7.9% |

## 政治
| 年     | 民主党       | 共和党      |
| ------ | ------------ | ----------- |
| 2012年 | 65.5% 11,514 | 32.3% 5,687 |
| 2008年 | 65.5% 12,524 | 32.1% 6,133 |
| 2004年 | 58.1% 11,069 | 40.0% 7,616 |
| 2000年 | 51.0% 9,021  | 41.2% 7,284 |

## 都市と町

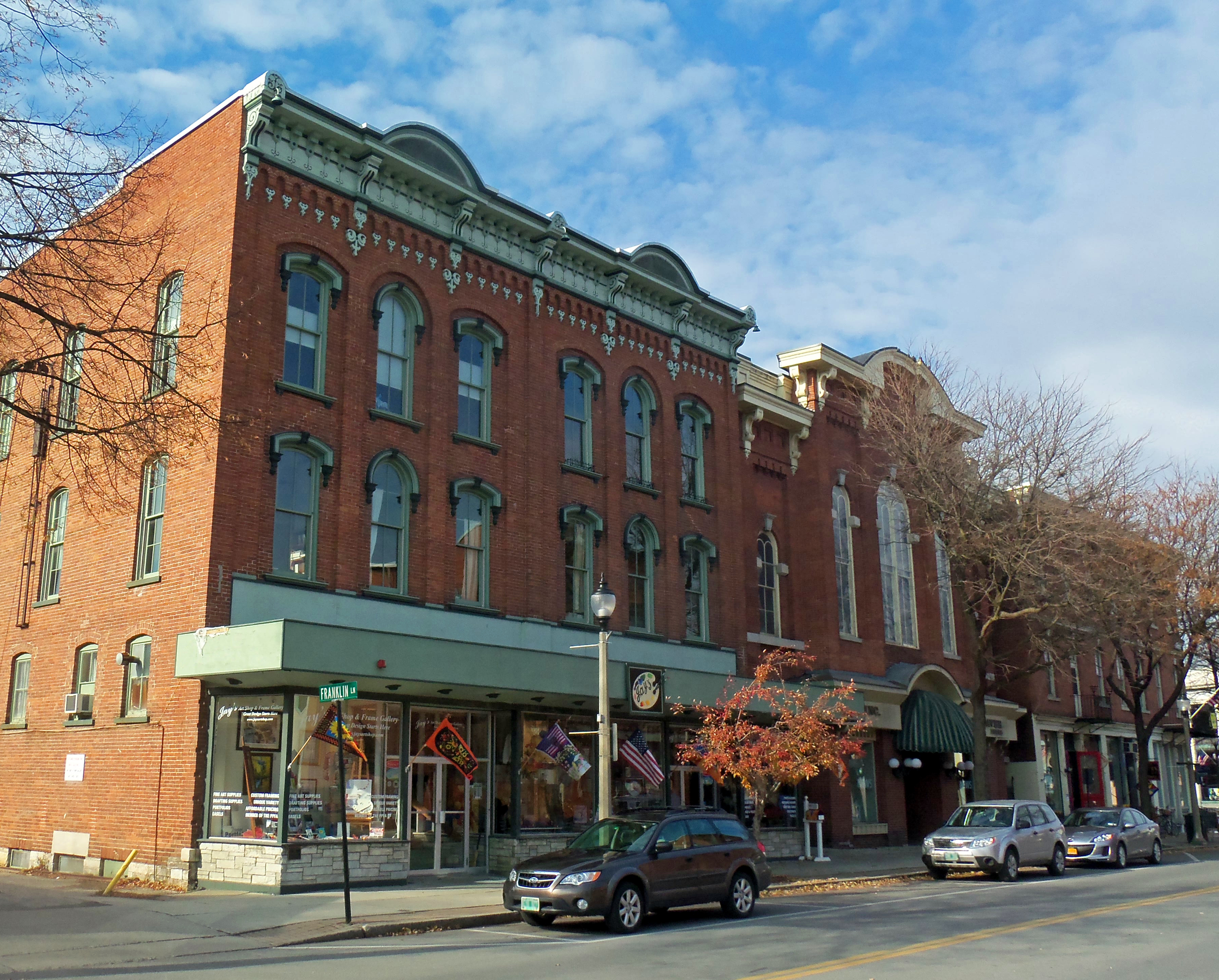
ベニントン町中心街

村は統計上の区分であり、それが属する町と別の政体ではない。
| - アーリントン町 - ベニントン町 - 郡庁所在地 - ノースベニントン村 - オールドベニントン村 - ドーセット町 - グラステンベリー町 - ランドグローブ町 - マンチェスター町 - 郡庁所在地 - マンチェスター村 - ペルー町 - パウナル町 | - リーズボロ町 - ルパート町 - サンドゲイト町 - シアーズバーグ町 - シャフツベリー町 - サウスシャフツベリー - スタンフォード町 - サンダーランド町 - ウィンホール町 - ボンドビル村 - ウッドフォード町 |

## 教育
ベニントン町にはベニントン・カレッジとサザン・バーモント・カレッジがある。